# Abatus cordatus
Abatus cordatus is een zee-egel uit de familie Schizasteridae.
De wetenschappelijke naam van de soort werd voor het eerst geldig gepubliceerd in 1876 door Addison Emery Verrill.